# Myzocallis castanicola
Myzocallis castanicola är en insektsart som beskrevs av Baker, A.C. 1917. Myzocallis castanicola ingår i släktet Myzocallis och familjen långrörsbladlöss. Arten är reproducerande i Sverige.

## Underarter
Arten delas in i följande underarter:
- M. c. castanicola
- M. c. leclanti